# Жасминовая революция (1987)
Жасми́новая револю́ция — смена власти в Тунисе, совершённая бескровно 7 ноября 1987 года, в результате которой, согласно статье 57 Конституции Туниса, по медицинским основаниям, был смещён первый президент Тунисской Республики Хабиб Бургиба. Его место занял генерал Зин эль-Абидин Бен Али, назначенный за шесть недель до переворота на должность премьер-министра.
Одним из результатов переворота стала отмена возможности пожизненного президентства в стране.
Переворот 14 января 2011 года, в результате которого был свергнут президент Зин эль-Абидин Бен Али, в западных СМИ также стали называть Жасминовой революцией, согласно номенклатуре «цветных революций». («Жасминовая революция» — местное название, от символа этой страны — цветка жасмина).